# Aressy
Aressy település Franciaországban, Pyrénées-Atlantiques megyében. Lakosainak száma 846 fő (2022. január 1.). Aressy Idron, Bizanos, Mazères-Lezons, Meillon, Rontignon és Uzos községekkel határos.

## Népesség
A település népességének változása:
| Lakosok száma | 642  | 666  | 712  | 712  | 737  | 763  | 796  | 823  | 846  |
|               | 2013 | 2015 | 2016 | 2017 | 2018 | 2019 | 2020 | 2021 | 2022 |